# European Wind Energy Association
La European Wind Energy Association (EWEA) è un'associazione non-profit e non governativa fondata nel 1982, che annovera tra i suoi membri molte società nazionali, compagnie, organizzazioni, tutte operanti nel settore eolico. Grazie alla sua affiliazione con queste società nazionali la EWEA conta al suo interno oltre 15000 membri. Tra essi sono comprese le più importanti aziende costruttrici di turbine eoliche e i più autorevoli centri di ricerca. In virtù di quanto sopra esposto, la EWEA è oggi la più grande associazione del mondo nel settore delle energie rinnovabili.